# Brunvingad schifforn
Brunvingad schifforn (Schiffornis turdina) är en fågel i familjen tityror inom ordningen tättingar.

## Utseende och läte
Brunvingad schifforn är en rätt enfärgat olivgrön tätting med rostfärgade vingkanter. Den har vidare stora svarta ögon med ljus ögonring. Sången består av en ljudlig och melodisk vissling, återgiven som "teeeeu, weee, tu-weeeé".

## Utbredning och systematik
Brunvingad schifforn delas in i fem underarter med följande utbredning:
- Schiffornis turdina amazonum – södra Venezuela till östra Peru och västra Amazonområdet i Brasilien
- turdina-gruppen
  - Schiffornis turdina wallacii – östra Amazonområdet i Brasilien söder om Amazonfloden
  - Schiffornis turdina steinbachi – övre tropiska sydöstra Peru (Junín) till norra Bolivia
  - Schiffornis turdina intermedia – campos i östra Brasilien (Alagoas och Paraíba)
  - Schiffornis turdina turdina – sydöstra Brasilien (södra Bahia, östra Minas Gerais och östra Espírito Santo)

Arterna brunvingad och rostvingad schifforn samt bronsschifforn, nordschifforn och guyanaschifforn behandlades tidigare som en och samma art, Schiffornis turdina, men urskiljs numera som egna arter efter studier.

### Släktskap
Schiffornerna placerades tidigare i familjen manakiner, vilket det svenska tidigare namnet trastmanakin avslöjar. DNA-studier visar dock att de tillhör en grupp fåglar som urskilts till den egna familjen tityror (Tityridae). De är närmast släkt med sorgfåglarna i släktena Laniisoma och Laniocera.

## Levnadssätt
Brunvingad schifforn hittas inne i fuktiga skogar. Den ses vanligen i de lägre och mellersta skikten och kan där vara rätt skygg. Fågeln slår sällan följe med kringvandrande artblandade flockar.

## Status och hot
Arten har ett stort utbredningsområde, men tros minska i antal, dock inte tillräckligt kraftigt för att den ska betraktas som hotad. Internationella naturvårdsunionen IUCN listar arten som livskraftig (LC).

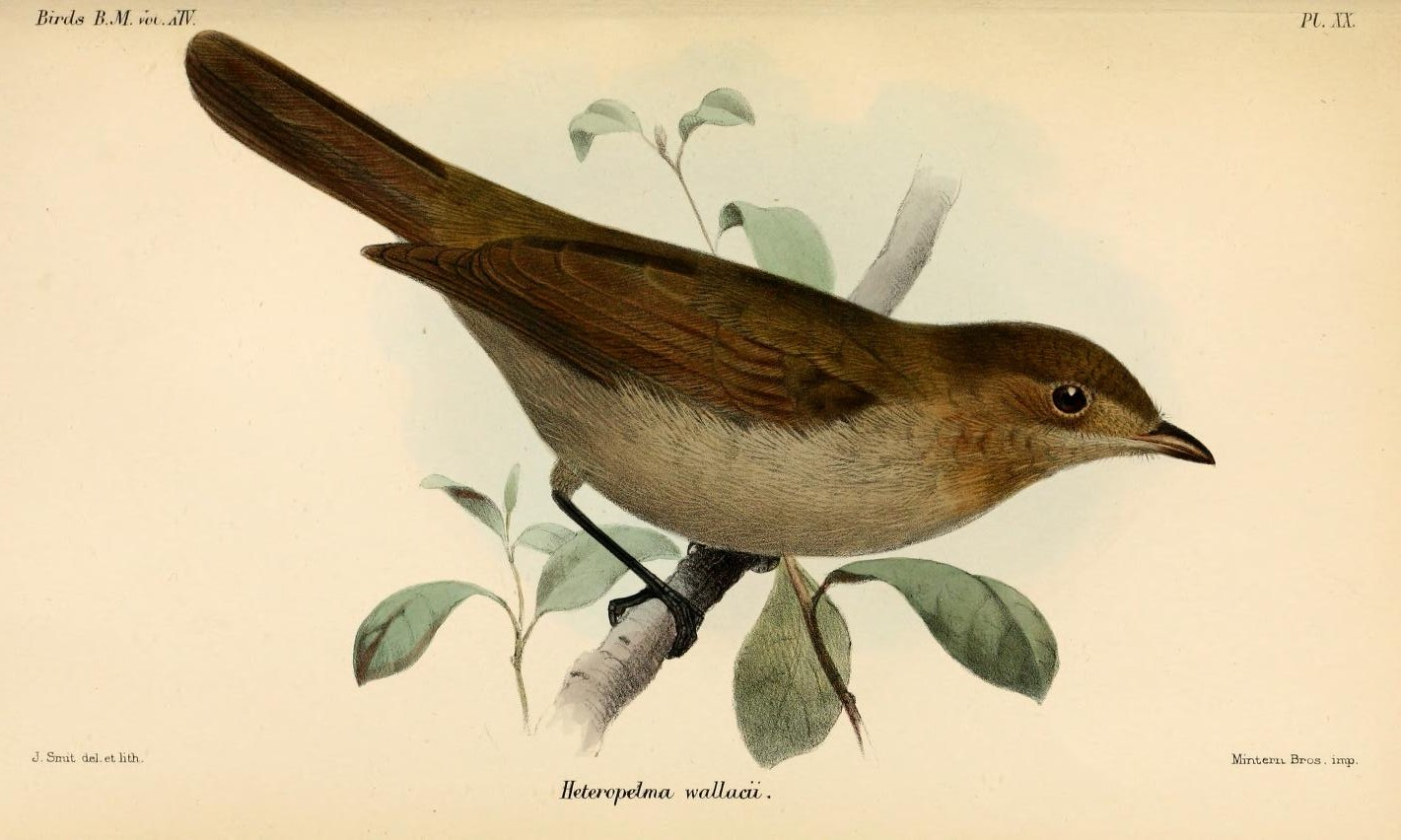